# Lynchia albipennis
Lynchia albipennis är en tvåvingeart som först beskrevs av Thomas Say 1823.  Lynchia albipennis ingår i släktet Lynchia och familjen lusflugor. Inga underarter finns listade i Catalogue of Life.